# Kawai Musical Instruments
Kawai Musical Instruments Manufacturing Co., Ltd. (яп. 株式会社河合楽器製作所 Кабусики-гайся Каваи Гакки Сэйсакусё, TYO: 7952) — японская компания-производитель музыкальных инструментов, основанная в августе 1927 года. Компания известна прежде всего своими роялями, пианино и цифровыми фортепиано, являясь одним из ведущих мировых производителей этих инструментов, вторым в мире по объёму производства. 
Штаб-квартира — в Хамамацу, префектура Сидзуока.
Распространено мнение, что звук фортепиано Kawai более резкий и яркий, чем у европейских и американских инструментов, но всё же мягче, чем у фортепиано крупнейшего японского производителя — Yamaha. С 1970-х годов в фортепиано Kawai вместо ряда деревянных деталей применяются детали из пластика и композитных материалов. 

## История

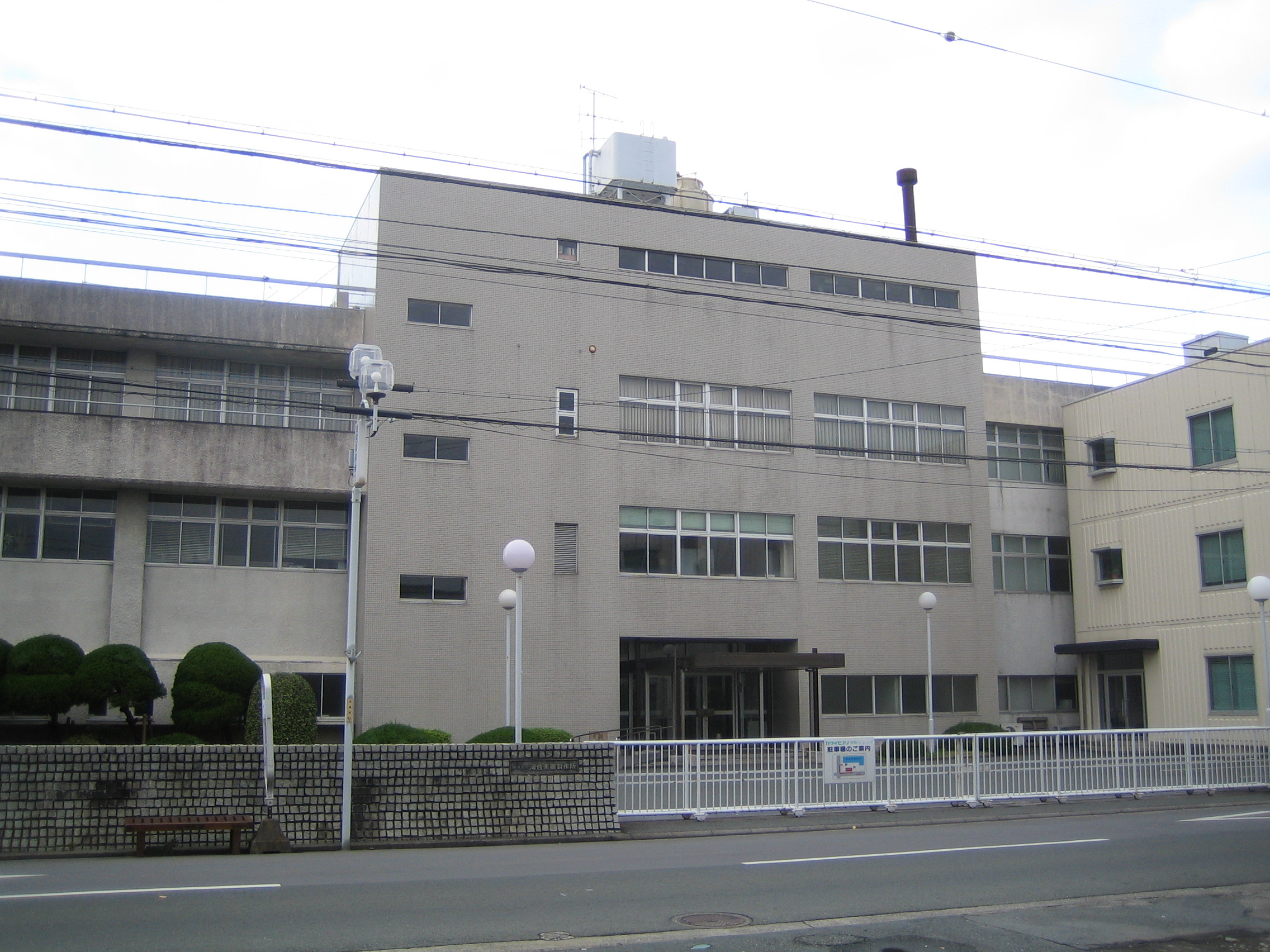
Штаб-квартира Kawai Musical Instruments в Хамамацу

Коити Каваи, основатель компании, родился в Хамамацу в 1886 году. С детства увлекался механикой и изобретательством. Его отец занимался изготовлением повозок. В раннем подростковом возрасте Коити устроился на фабрику Торакусу Ямахи, где в то время производили фортепиано зарубежных моделей. Ещё будучи молодым человеком он стал там заметным членом инженерно-конструкторского отдела, показал себя талантливым изобретателем, получил много патентов, разработал свою собственную, первую в истории Японии, работающую модель фортепиано.
В 1927 году Коити Каваи, собрав семь единомышленников, основал собственную компанию с целью создавать и производить японские модели фортепиано, которые бы не уступали западным моделям или превосходили бы их.
После смерти Коити Каваи в 1955 году его сын, Сигэру Каваи, в 33 года стал президентом компании. Он был полон решимости оставаться верным идеалам своего отца. Он предвидел быстрый рост спроса в музыкальной индустрии, поэтому значительно расширил производство. Он также основал несколько музыкальных организаций. Позднее он разработал собственную линию моделей роялей, которой дал своё имя — Shigeru Kawai Grand Piano — и описал как «своё личное наследие в мире фортепиано». Сигэру Каваи был президентом компании Kawai с 1955 по 1989 год, членом совета директоров с 1990 до 2002 и консультантом компании до самой своей смерти в 2006 году в возрасте 84 лет.
В 1989 году президентом стал Хиротака Каваи, внук основателя. Под его руководством компания инвестировала десятки миллионов долларов, чтобы внедрить передовую робототехнику в производственный процесс. Он открыл заводы Kawai по всему миру, под его руководством произошло значительное расширение модельного ряда. Сегодня компания Kawai поставляет инструменты более чем в 80 стран.

## Продукция

### Рояли

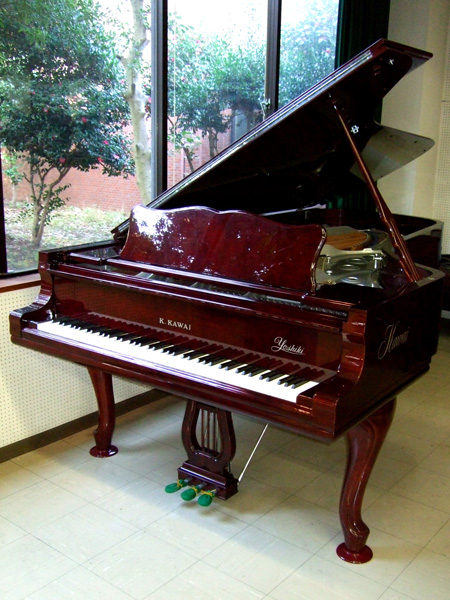
Рояль Kawai, созданный по специальному заказу для Ёсики Хаяси в 1993 году

На 2013 год Kawai выпускает модели роялей от 6’1" до 9’0":
- EX Concert Grand Piano — длина 9’0"
- GX-7 BLAK Semi-Concert Grand Piano — длина 7’6"
- GX-6 BLAK Artist Grand Piano — длина 7’0"
- GX-5 BLAK Artist Grand Piano — длина 6’7"
- GX-3 BLAK Professional Grand Piano — длина 6’2"
- GX-2 BLAK Classic Grand Piano — длина 5’11"
- GX-1 BLAK Baby Grand Piano — длина 5’5"
- GE-30 Grand Piano — длина 5’5"
- GM-12 Grand Piano — длина 5’0"
- GM-10K Grand Piano — длина 5’0"
- CR-40A Crystal Grand Piano — длина 6’1"
- CR-30 Crystal Grand Piano — длина 6’1"